# 1961 en sports équestres
Chronologie des sports équestres
- 1960 en sports équestres - 1961 en sports équestres - 1962 en sports équestres

Cet article présente les faits marquants de l'année 1961 en sports équestres.

## Événements

### Année
- 4e édition des championnats d'Europe de saut d'obstacles à Aix-la-Chapelle (Allemagne de l'Ouest).
- première édition du Burghley Horse Trials, l'un des sir concours complet internationaux quatre étoiles.
- première édition du concours complet international Burghley Horse Trials (Royaume-Uni).